# アストロベリー
『アストロベリー』は、金田一蓮十郎による日本の漫画作品。1999年に『月刊少年GagOh!』（エニックス（現・スクウェア・エニックス））2月号より連載が始まり、その後『コミックバウンド』、『ガンガンパワード』『ガンガンYG』『増刊ヤングガンガン』とエニックス（スクウェア・エニックス）系列の漫画雑誌を転々とし（連載上のトラブルではなく、掲載された雑誌がすべて廃刊となったため）、2011年は『増刊ヤングガンガンビッグ』にシリーズ掲載された。2017年4月現在、単行本は2巻まで刊行中。連載は無期限休載となっている。

## あらすじ
宇宙人ベティは地球人の複製を販売する商売を考えていた。しかし地球人の性格をコピーしたクローン・チョコとバニラは全く異なる性格になってしまう。その原因を見つけるべく性格の元となった少女桜まこの調査を開始。ベティはあの手この手でまこに近づいてゆくのであった。

## 登場人物
ベティ

桜 まこ（さくら まこ）

チョコ

バニラ

## 単行本未収録回
- Scene:18 交際開始!? (増刊ヤングガンガン vol.06 2009/6/27号)
- Scene:19 カップケーキと恋バナ(増刊ヤングガンガン vol.07 2009/11/28号)
- Scene:20 もうどく注意！(増刊ヤングガンガン vol.08 2010/2/27号)
- Scene:21 ウォーキング!!(増刊ヤングガンガン vol.09 2010/5/29号)
- Scene:22 プレゼント大作戦!! (増刊ヤングガンガン vol.10 2010/8/28号)
- Scene:23 ラン！ラン！ラン！(増刊ヤングガンガン vol.11 2010/11/27号)
- Scene:24 まこ、ひと夏の思い出(ヤングガンガンBIG vol.1(2011/05/24))

## 書籍情報
- 金田一蓮十郎『アストロベリー』 エニックス（スクウェア・エニックス）〈ガンガンコミックス〉、既刊2巻
  1. 2003年8月22日発売 ISBN 978-4-7575-1011-1
  2. 2009年3月21日発売 ISBN 978-4-7575-2511-5